# 希博伊根縣 (威斯康辛州)
希博伊根縣（英語：Sheboygan County）是美国威斯康辛州東南部的一個縣，東鄰密歇根湖，面積3,292平方公里。根據2020年美國人口普查統計，共有人口11萬8,034人。縣治希博伊根（Sheboygan）。該縣成立於1838年12月17日，縣名來自印第安語，意思是「地下的噪音」。